# Hunderfossen (przystanek kolejowy)
Hunderfossen – kolejowy przystanek osobowy w Hunderfossen, w regionie Oppland w Norwegii, jest oddalona od Oslo Sentralstasjon o 198,26 km. 

## Ruch pasażerski
Stacja obsługuje 6 połączeń dziennie z Oslo S i Dombås oraz cztery z Trondheim S.

## Obsługa pasażerów
Poczekalnia, wiata, parking, trasy zjazdowe w pobliżu, liczne punkty żywnościowe w sezonie.